# دانيال جي. برمنغهام
دانيال جي. برمنغهام (بالإنجليزية: Daniel G. Birmingham)‏ هو سياسي أمريكي، ولد في 1968.